# NGC 6175
NGC 6175 est une paire de galaxies située dans la constellation d'Hercule. La base de données NASA/IPAC désigne la galaxie au nord comme NGC 6175 NED01 et celle au sud comme NGC 6175 NED02. NGC 6175 a été découverte par l'astronome germano-britannique William Herschel en 1787
Selon la base de données Simbad, NGC 6175 est une radiogalaxie. Il n'est cependant pas précisé s'il s'agit de NGC 6175 NED01 ou de NGC 6175 NED02 ou des deux.
NGC 6175 fait partie de l'amas de galaxies Abell 2199.

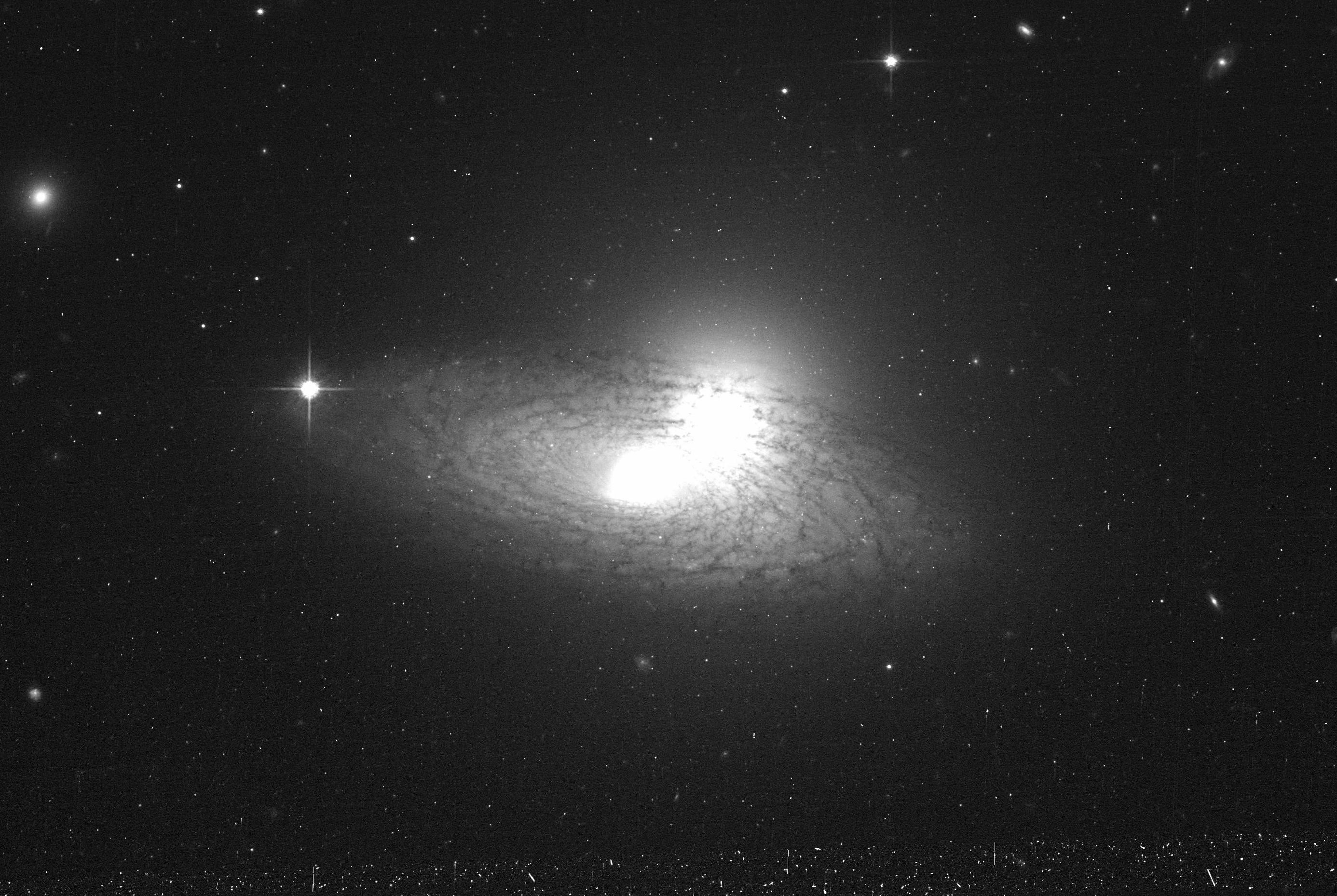
La paire de galaxies NGC 6175 par le télescope spatial Hubble.